# Кведа-Сорта
Кведа-Сорта (груз. ქვედა სორტა) — село в Грузии, на территории Сенакского муниципалитета края (мхаре) Самегрело-Верхняя Сванетия.

## География
Село находится в западной части Грузии, на правом берегу реки Техури, на расстоянии приблизительно 2 километров (по прямой) к северо-востоку от города Сенаки, административного центра муниципалитета. Абсолютная высота — 53 метра над уровнем моря.

## Население
По результатам официальной переписи населения 2014 года в Кведа-Сорте проживало 253 человека (122 мужчины и 131 женщина). В национальной структуре населения грузины составляли 99,6 %.
| Год  | Население, человек |
| ---- | ------------------ |
| 2002 | 384                |
| 2014 | ↘ 253              |